# Telekamera w kategorii Muzyka
Muzyka była jedną z kategorii w plebiscycie Telekamery Tele Tygodnia. W 1998 i 1999 pojawiła się pod nazwą Wokalistka (nagrody wręczano kobietom), a od 2004 do 2015 była to Muzyka. Tradycją jest to, że nominowani wykonują na gali jakąś piosenkę. Nagrody nie przyznano w latach 2000–2003 i 2012–2014. Ostatnia statuetka w kategorii Muzyka przyznana została w 2015 roku.

## Zwycięzcy
W nawiasach napisano tytuł promowanego wówczas albumu, a po pauzie wykonany na gali utwór.

### 1998
1. Natalia Kukulska (Puls)

### 1999
1. Maryla Rodowicz (Przed zakrętem)

### 2004
1. Ryszard Rynkowski (Ten typ tak ma)

### 2005
1. Krzysztof Krawczyk (To, co w życiu ważne)
2. Bajm (Myśli i słowa)
3. Wilki (Watra)

- Püdelsi (Wolność słowa)
- Sistars (Siła sióstr)

### 2006
1. Doda (Ficca, Virgin) – „Znak pokoju”
2. Kombii (C.D.)
3. Monika Brodka (Album)
4. Piotr Rubik (Tu Es Petrus)
5. Mezo (Wyjście z bloków, z Tabb)

### 2007
1. Piotr Rubik (Psałterz wrześniowy)
2. Doda (Ficca, Virgin) – „Like a Virgin” (cover Madonny)
3. Kasia Cerekwicka (Feniks)
4. Stachursky (Trwam)
5. Blue Café (Ovosho)

### 2008
1. Feel (Feel) – „A gdy jest już ciemno”
2. Doda (Diamond Bitch) – „Katharsis”
3. Myslovitz (Happiness Is Easy)
4. Justyna Steczkowska (Daj mi chwilę)
5. Edyta Górniak (E·K·G)

### 2009
1. Feel (Feel) – „Pokonaj siebie” (z Iwoną Węgrowską)
2. Ewelina Flinta i Łukasz Zagrobelny (Nie kłam, kochanie, Myśli warte słów) – „Nie kłam, że kochasz mnie”
3. Doda (Diamond Bitch) – brak (nie zjawiła się na gali)
4. Kombii (D.A.N.C.E.)
5. Stachursky (Wspaniałe polskie przeboje)

### 2010
1. Andrzej Piaseczny (Spis rzeczy ulubionych) – „Chodź, przytul, przebacz”
2. Ewa Farna (Cicho) – „Cicho”
3. Afromental (Playing with Pop) – „Radio Song”

- Budka Suflera (Zawsze czegoś brak) – „Zawsze czegoś brak”
- Sasha Strunin (Sasha) – „Zaczaruj mnie ostatni raz”

### 2011
1. Agnieszka Chylińska – „Nie mogę cię zapomnieć”
2. Patrycja Markowska
3. Ewa Farna – „EWAkuacja”

- De Mono
- Grzegorz Markowski i Ryszard Sygitowicz

### 2015
1. Sylwia Grzeszczak
2. Ewa Farna
3. Perfect

- Margaret
- LemON

## Statystyki
- Najwięcej nominacji: Doda (4: 2006, 2007, 2008, 2009)
- Najwięcej nagród: Feel (2: 2008, 2009)
- Najwięcej niewygranych nominacji: Doda (3: 2007, 2008, 2009), Ewa Farna (3: 2010, 2011, 2015)